# Jung Typ EL 110
Als Baureihe Typ EL 110 werden zweiachsige Diesellokomotiven der Lokomotivfabrik Jung bezeichnet, die von 1937 bis 1963 in Stückzahlen bis 1000 Lokomotiven für zahlreiche Baustellen und Feldbahnen hergestellt wurden.
Die Baureihe ist eine Lokomotive mit Viergang-Getriebe für etwas erhöhte Leistung. Zahlreiche Lokomotiven sind als Museums- oder Denkmallokomotiven erhalten geblieben.

## Geschichte
Für den Traktionswechsel auf Feldbahnen entstanden ab der 1930er-Jahre zahlreiche Lokomotiven von verschiedenen Herstellern in einem Typenprogramm.
Bei der Lokomotivfabrik Jung entstand ab 1934 ein Typenprogramm mit Einzylinder-Lokomotiven (daher Typ EL) und einem mechanischen Viergang-Getriebe. Die Lokomotiven wurden in Serien von 25 bis 50 Stück gebaut und an Eisenbahnhändler weitergegeben, die sie je nach Kundenwunsch weiterveräußerten. Bei der genannten Type EL 110 wurden von 1934 bis 1963 über 1000 Exemplare gefertigt. Die Lokomotiven zeichneten sich durch Einfachheit, Robustheit und Zuverlässigkeit aus. Nach Möglichkeit wurden für viele Lokomotivtypen die gleichen Radsätze, Blechteile und Motoren verwendet.
Die Lokomotiven waren während ihrer Einsatzzeit auf fast jeder Baustelle zu sehen. Erst mit dem Einsatz von Lastkraftwagen auf Baustellen endete die Zeit der Feldbahnen. Heute noch sind Fahrzeuge bei vorhandenen Feldbahnen und Feldbahnmuseen vorhanden.

## Technik
Die Lokomotiven besitzen einen genieteten Rahmen aus Stahlblechen und Winkeleisen. Diese Einzeltelteile wurden in Massenproduktion auch für andere Typen hergestellt. Meist waren die Führerstände offen. Es konnte allerdings auch ein Führerhaus bestellt werden. Dabei vergrößerte sich die Höhe um gut 30 cm. Die Fahrzeuge haben eine Vier-Etagen-Gußkupplung vorn und hinten.
Angetrieben werden sie von dem Einzylinder-Zweitakt-Dieselmotor SE 110 mit Kurbelgehäusespülung mit gutem Startverhalten auch bei starken Minusgraden. Der Motor gibt seine Kraft über die Kupplung auf ein Viergang-Getriebe weiter, das im Unterschied zu anderen Feldbahntypen mit einer Knüppelschaltung betätigt wird. Die Endgeschwindigkeiten sind 3, 5, 8 und 13 km/h. Die Kraftübertragung erfolgt über Kettengetriebe zunächst auf die Hinterachse und von dort auf die Vorderachse. Gebremst werden sie über eine einfache Handbremse mit Ratschenrückstellung auf beide Achsen einseitig.
Die Farbgebung der Lokomotiven war einheitlich, der Rahmen war kirschrot und die Maschinenverkleidung tannengrün. Kundenwünsche wurden mit berücksichtigt.